# SStB – Seraing
Die Dampflokomotive „SERAING“ war eine Güterzuglokomotive der k.k. südlichen Staatsbahn.
Sie wurde aus Anlass des Semmering-Wettbewerbes 1851 von der Lokomotivfabrik Cockerill in Seraing (Belgien) gebaut.
Die anderen drei Lokomotiven, die in diesem Wettbewerb um die geeignete Lokomotive für die Semmeringbahn teilnahmen, waren die „BAVARIA“, die „NEUSTADT“ und die „VINDOBONA“.
Die „SERAING“ hatte vier Achsen und vier Zylinder, von denen je zwei in einem Drehgestell gelagert waren.
Der Kessel bestand eigentlich aus zwei mit den Rückseiten aneinander stoßenden Kesseln, hatte also zwei getrennte Feuerbüchsen, zwei Systeme von Siederohren und zwei Rauchfänge.
Die Zylinder lagen innerhalb der Rahmen.
Längs des Kessels waren Wasserkasten angeordnet; die Kohle wurde auf einem kleinen zweiachsigen Tender mitgeführt.
Bei den im Laufe des Wettbewerbs durchgeführten Leistungsproben erfüllte die Lokomotive die vorgeschriebenen Leistungsparameter, landete aber auf dem dritten Platz.
Sie wurde um 9.000 Dukaten vom Staat angekauft.
Der Kessel erlaubte allerdings nicht die Entnahme von genügend trockenem Dampf.
Die Beweglichkeit der Untergestelle bedingte Gelenke in den Dampfleitungen, die auf Dauer nicht dicht zu halten waren.
Wegen der oben genannten Mängel wurde die Maschine bald abgestellt und schließlich verschrottet.
Ihr Konstruktionsprinzip allerdings lebte in den Fairlie-Lokomotiven fort.